# Cabo San Pablo
Cabo San Pablo är en udde i Argentina.   Den ligger i provinsen Eldslandet, i den södra delen av landet, 2 300 km söder om huvudstaden Buenos Aires.
Terrängen inåt land är platt. Havet är nära Cabo San Pablo åt nordost. Runt Cabo San Pablo är det mycket glesbefolkat, med 5 invånare per kvadratkilometer..
Trakten runt Cabo San Pablo består i huvudsak av gräsmarker.